# Sói Ethiopia
Sói Ethiopia (Canis simensis), hay chó rừng Simien, là một loài động vật có vú trong họ Chó, bộ Ăn thịt. Loài này được Rüppell mô tả năm 1840. Đây được coi là loài sói hiếm nhất trên thế giới hiện nay với chỉ khoảng từ 300 đến 500 cá thể sống chủ yếu ở các vùng núi ở Ethiopia. Trong suốt nửa thế kỉ qua, chính vì những bất ổn chính trị xã hội tại quốc gia này, cùng với nông thôn hóa và bệnh dịch đã khiến loài sói Ethiopia giảm đáng kể, đẩy chúng đến bên bờ vực tuyệt chủng. Gần đây, chính phủ của quốc gia Đông Phi này đã tiến hành Chương trình bảo tồn Sói Ethiopia nhằm gia tăng số lượng và bảo vệ loài sói này trước nguy cơ tuyệt chủng.